# Burnsville (Nouveau-Brunswick)
Pour les articles homonymes, voir Burnsville.
Burnsville est une autorité taxatrice de la paroisse de New Bandon, située dans le comté de Gloucester, au nord-est du Nouveau-Brunswick.

## Toponymie
Le hameau de Burnsville est nommé ainsi en l'honneur de Kennedy Francis Burns, qui fait passer le chemin de fer au village. Le village porte à l'origine le nom de Milltown jusqu'en 1885, et comprenait l'établissement de Millville.

## Histoire
Burnsville est situé dans le territoire historique des Micmacs, plus précisément dans le district de Gespegeogag, qui comprend le littoral de la baie des Chaleurs. Il y a une population micmacque au village jusqu'au tournant du XXe siècle.
Le village moderne de Burnville est fondé en 1874 grâce à la Free Grants Act (Loi sur les concessions gratuites) et peuplé par des Acadiens de la région. Le bureau de poste de est fondé en 1876. Le chemin de fer Caraquet & Gulf Shore passe à Burnsville en 1885. Le bureau de poste ferme en 1970.
La Paroisse de Paquetville est l'une des localités organisatrices du IVe Congrès mondial acadien, en 2009.

## Économie
Entreprise Péninsule, un organisme basé à Tracadie-Sheila faisant partie du réseau Entreprise, a la responsabilité du développement économique de la région.
L'économie de la Péninsule acadienne région est basée sur les ressources naturelles ainsi que les services et la fabrication. En fait, le développement au village est avant tout résidentiel et l'une des principales opportunités économiques sont les emplois dans la fonction publique à Caraquet et Tracadie-Sheila. La population active est d'ailleurs très mobile et 20 % des hommes travaillent à l'extérieur de la Péninsule. L'activité économique des environs est quant à elle centrée sur le village de Paquetville.

## Administration

### Représentation et tendances politiques
Nouveau-Brunswick: Burnsville fait partie de la circonscription de Nepisiguit, qui est représentée à l'Assemblée législative du Nouveau-Brunswick par Ryan Riordon, du Parti progressiste-conservateur. Il fut élu en 2010.
 Canada: Burnsville fait partie de la circonscription fédérale d'Acadie-Bathurst. Cette circonscription est représentée à la Chambre des communes du Canada par Yvon Godin, du NPD. Il fut élu lors de l'élection de 1997 contre le député sortant Doug Young, en raison du mécontentement provoqué par une réforme du régime d’assurance-emploi.

## Vivre à Burnsville
La population de Burnsville est dépendante des localités environnantes, notamment Paquetville et Caraquet, pour ses services.
Existant depuis le 20 juillet 1995, la Commission de gestion des déchets solides de la Péninsule acadienne (COGEDES) a son siège-social à Caraquet. Les déchets sont transférés au centre de transbordement de Tracadie-Sheila et les matières non-recyclables sont ensuite enfouies à Allardville.

## Culture

### Personnalités
- James Branch (1907, Burnsville - 1980, Ottawa), prêtre, journaliste et auteur ;
- Édith Pinet (1904, Burnsville - 1999, Paquetville), infirmière.
- Cayouche a vécu à Burnsville durant les années 1990[6],[7].

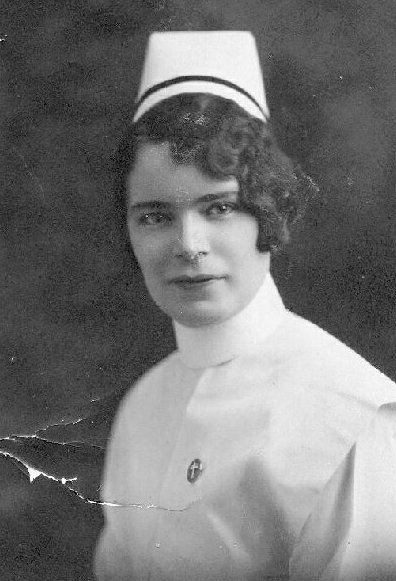
Édith Pinet en 1928.